# Endoxa
Endoxa (grekiska: ἔνδοξα) härrör från ordet doxa (δόξα). Aristoteles använde termen endoxa, allmänna övertygelser accepterade av kunskapseliten i samhället, som utgångspunkt för att uppnå sanning. Endoxa är en stabilare tro än doxa, eftersom den har utvärderats av de vise. Otfried Höffe erbjuder en detaljerad diskussion av ämnet i Aristoteles (2003, s. 35-42).